# Karlsruher SC
Karlsruher Sport Club je nemški nogometni klub, ki domuje v Karlsruheju (Baden-Württemberg).

## Znameniti igralci
- Oliver Kahn
- Mehmet Scholl
- Jens Nowotny
- Thorsten Fink
- Thomas Häßler
- Edgar Schmitt
- Marco Engelhardt
- Clemens Fritz